# منطقه حفاظت‌شده کتسیا-تاباتسکوری
منطقه حفاظت‌شده کتسیا-تاباتسکوری (به لاتین: Ktsia-Tabatskuri Managed Reserve) یک منطقه حفاظت‌شده در گرجستان است.